# ما أصعب الكلام (مسلسل)
ما أصعب الكلام مسلسل تلفزيوني اجتماعي معاصر وهو من تأليف الكاتبة القطرية وداد الكواري. العمل من إخراج المخرج العراقي ياسر الياسري.
بدأ تصوير أولى مشاهد المسلسل ما أصعب الكلام في 16 فبراير 2008. بطولة غازي حسين ياسر المصري وشهد الياسين وفاطمة عبد الرحيم وعبير أحمد وشيماء سبت وغيرهم.

## قصة المسلسل
سيف وأخته من عائلة ميسورة يعيشان معاً في قصر كبير لا يملؤه عليهما زوج أو زوجة للأخ.
نورة أخت سيف عانت من صدمات عاطفية ونفسية متلاحقة عولجت منها وجعلت من الأخ الأصغر
يعاملها كما لو كانت إبنته الصغرى. يقع سيف في حب فتاة وعندما يتعرف على عائلتها يدرك كم هو وحيد رغم ثرائه وأعماله ومشاغله
ويقرر أن يبحث عن بقايا عائلته وأن بعرف جذوره وأثناء رحلة بحثه يتعرف على عائلة سلمان
البسيطة الحال والتي يكتشف أن لهم حق في ميراث جدته، وخلال رحلته هذه تنشأ قصص حب
وتتغير النفوس من الثروة وتتبادل العائلتان المراكز ما بين متواضع الحال وثري، كما يناقش العمل
نواح عديدة للأسرة الخليجية منها زواج المسيار، وسعي الشباب وراء الثراء السريع السهل
ومشاكل رجال الأعمال والتباهي بالنفقات، لنصل بالنهاية إلى أن الإنسان بعمله لا ثرائه ولا باسم
عائلته، كما أن الحب الحقيقي يختلف عن الانبهار والإعجاب بالمظهر الخارجي وأنه بدون الصراحة
والصدق يكون كل شيء زائف.